# Wright Eclipse Gemini
Wright Eclipse Gemini — двухэтажный автобус, выпускаемый производителем автобусов из Северной Ирландии Wrightbus с 2001 года.

## Первое поколение (2001—2009)
Автобусы Wright Eclipse Gemini первого поколения производились с 2001 года на шасси Volvo B7TL. За их основу были взяты одноэтажные автобусы Wright Eclipse. В 2003—2005 годах автобусы были модернизированы и получили название Wright Explorer (производились на шасси Volvo Super Olympian). В 2006 году автобус прошёл фейслифтинг. Шасси — Volvo B9TL.

## Второе поколение (2008—2018)
С 2008 года автобусы Wright Eclipse Gemini производились на шасси Volvo B9TL и Volvo B5LH, а с 2017 года — на шасси Volvo B8L.

## Третье поколение (2013—настоящее время)
Современная версия автобусов Wright Eclipse Gemini производится с 2013 года на шасси Volvo B5TL. В 2014 году автобусы прошли фейслифтинг.

## Галерея

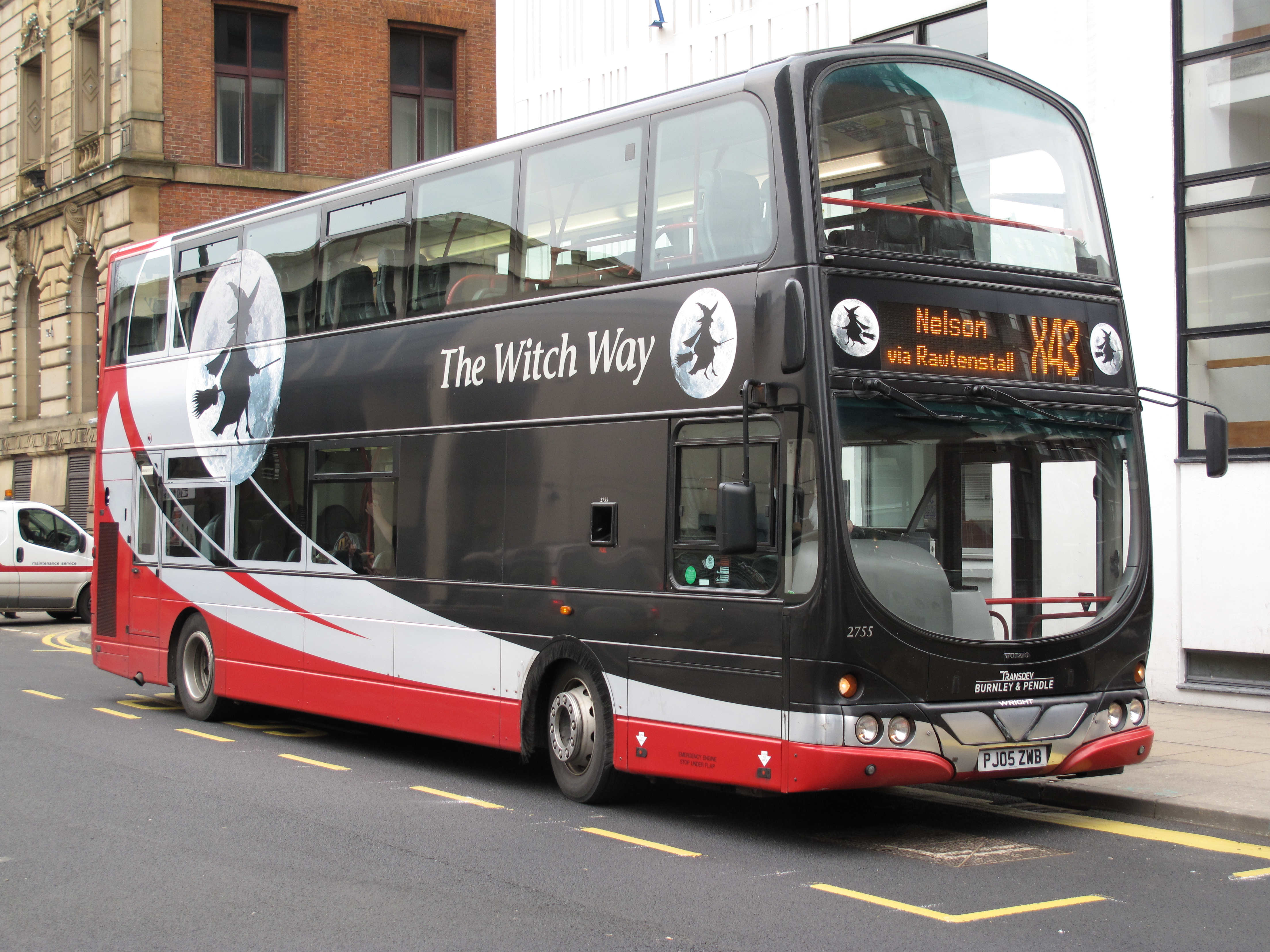
Wright Eclipse Gemini на шасси Volvo B7TL
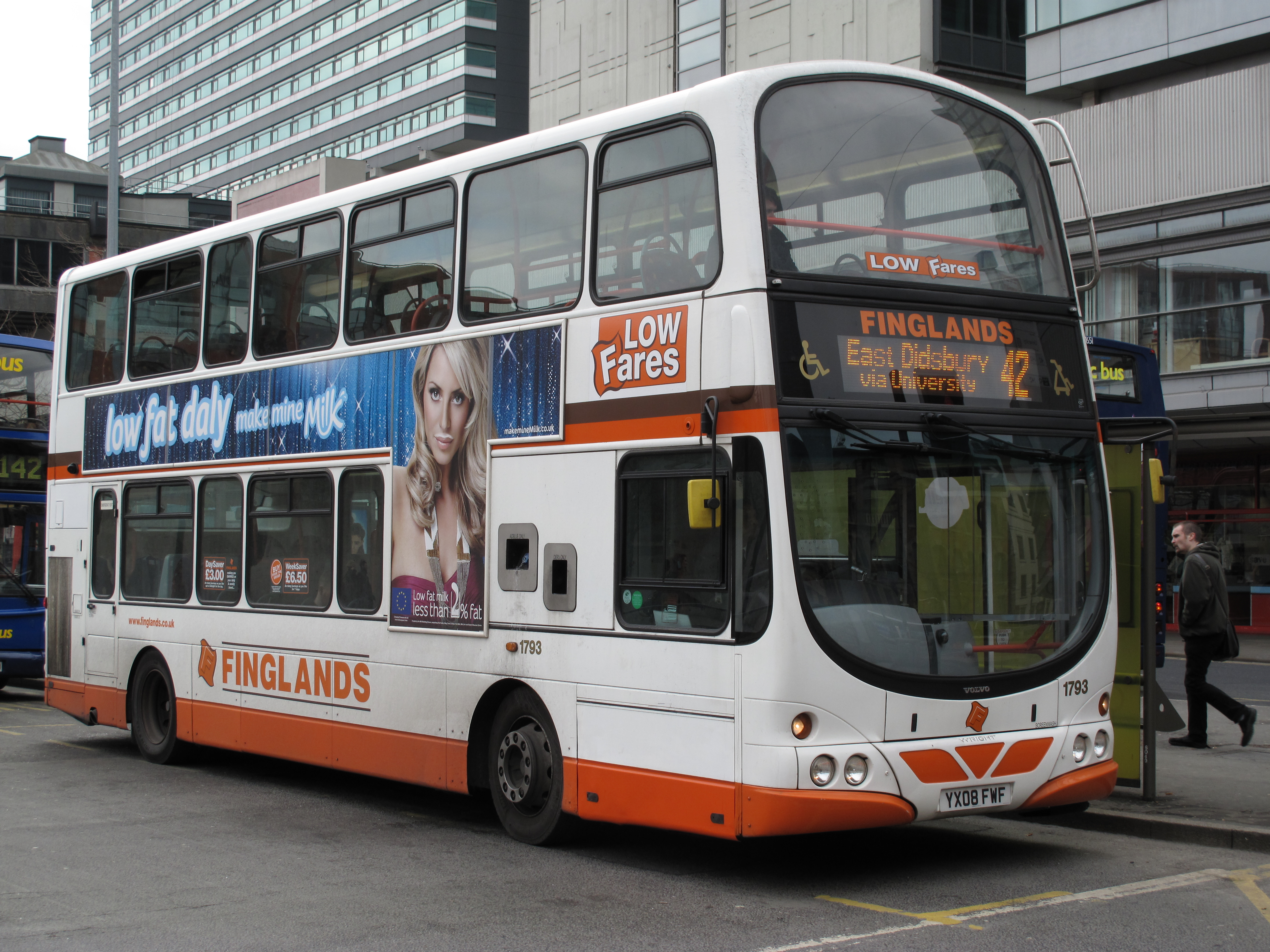
Wright Eclipse Gemini на шасси Volvo B9TL
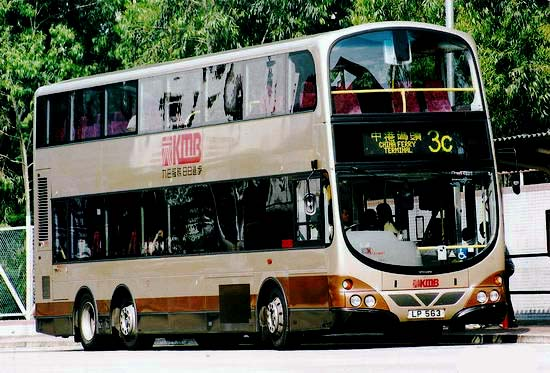
Wright Eclipse Gemini на шасси Volvo Super Olympian
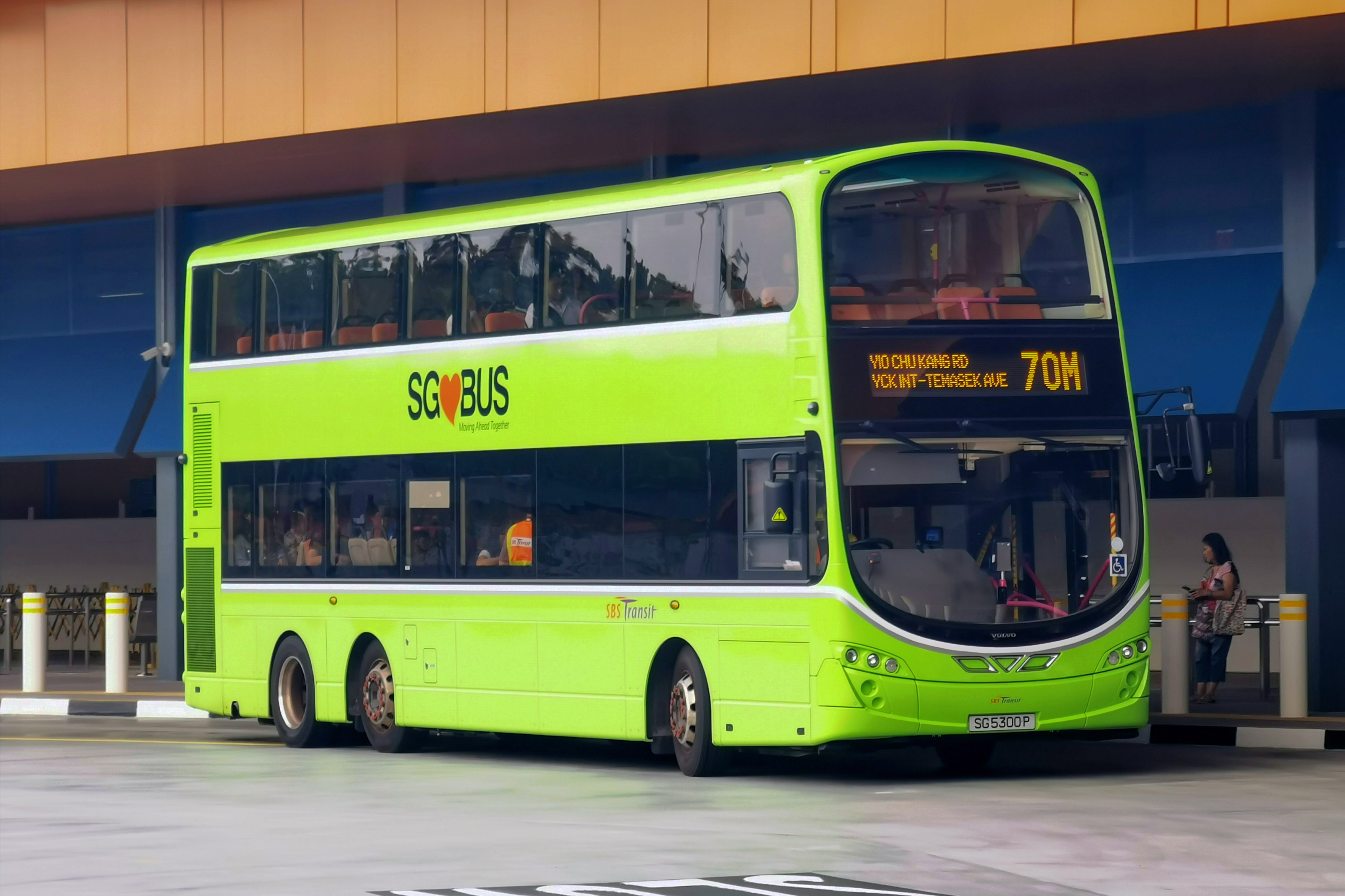
Wright Eclipse Gemini 2
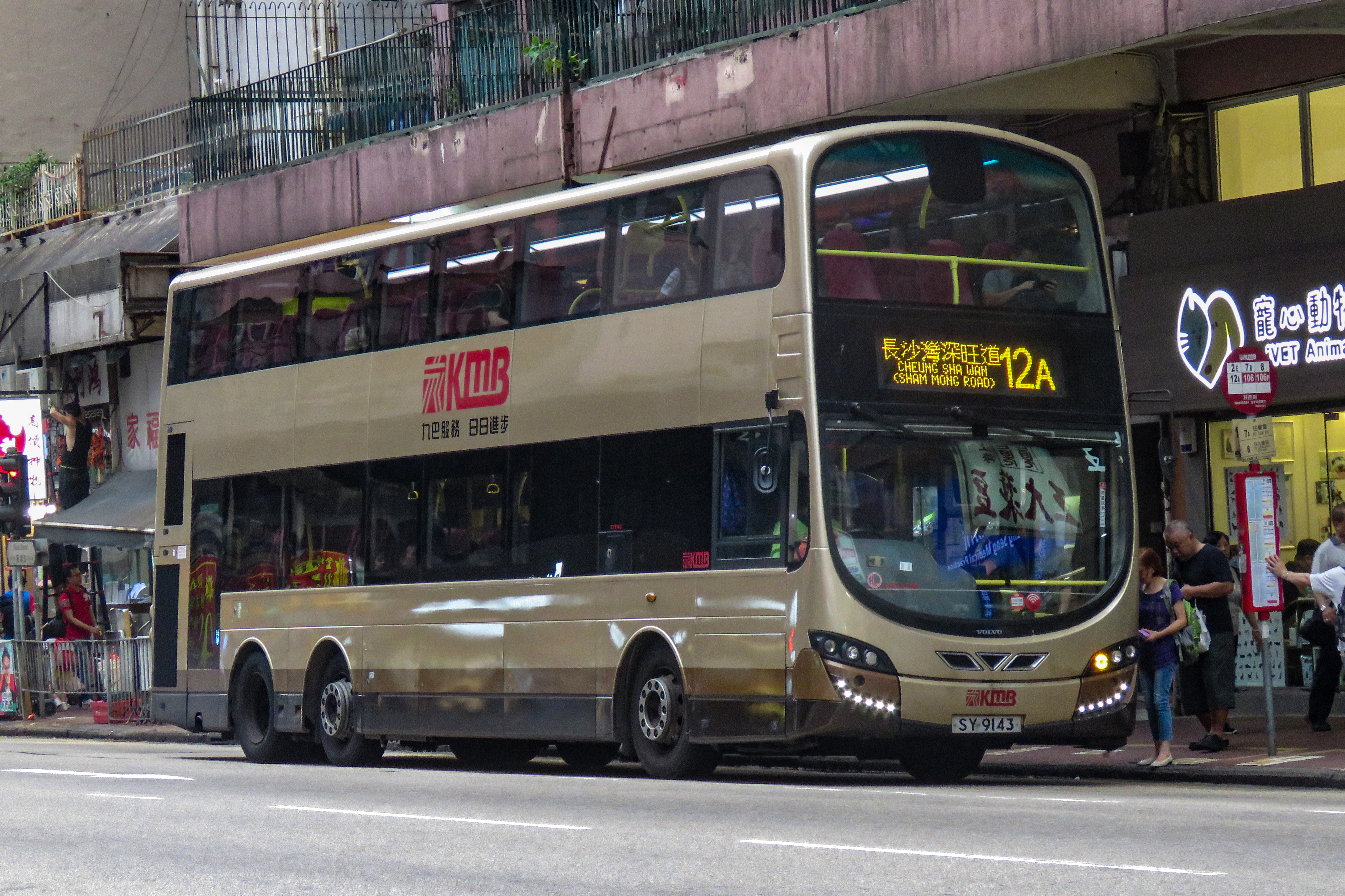
Wright Eclipse Gemini 2
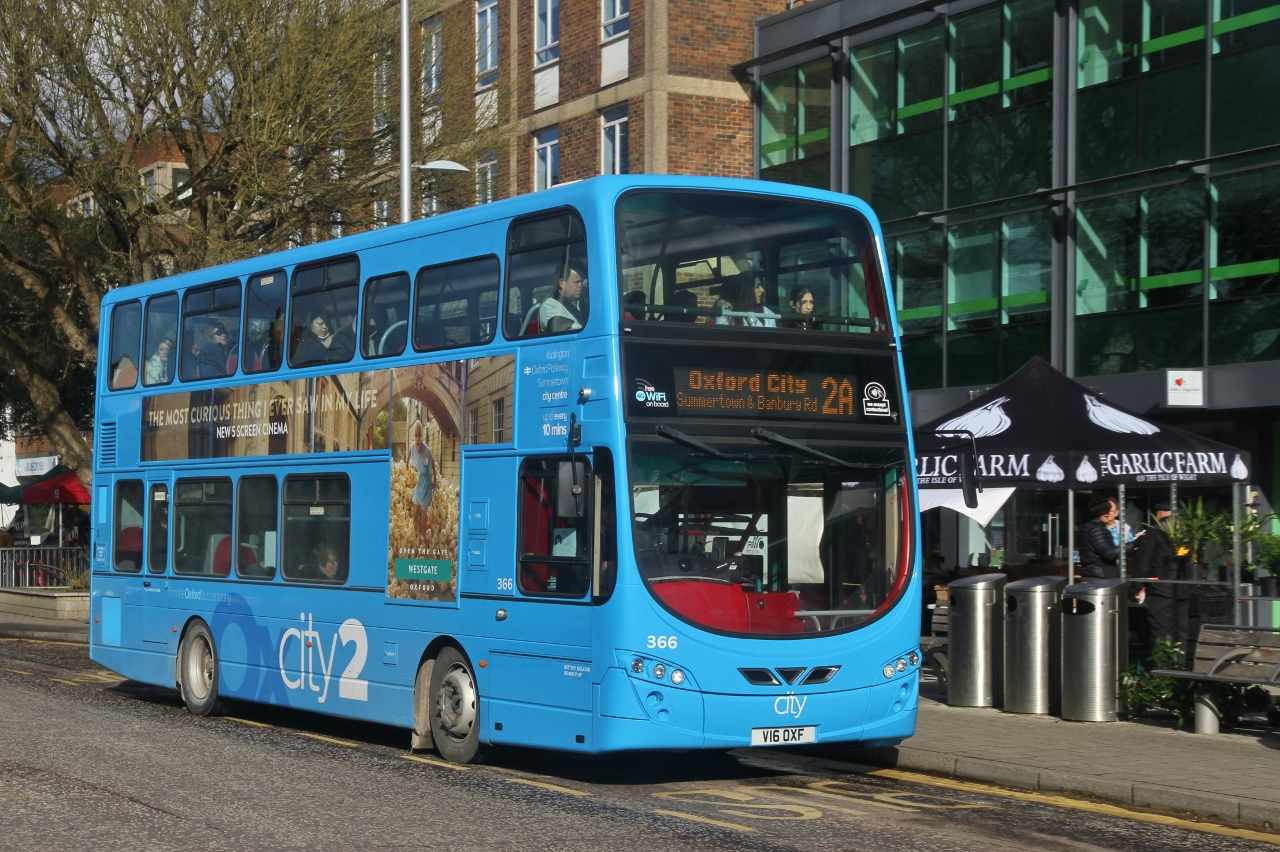
Wright Eclipse Gemini 2 на шасси Volvo B5LH
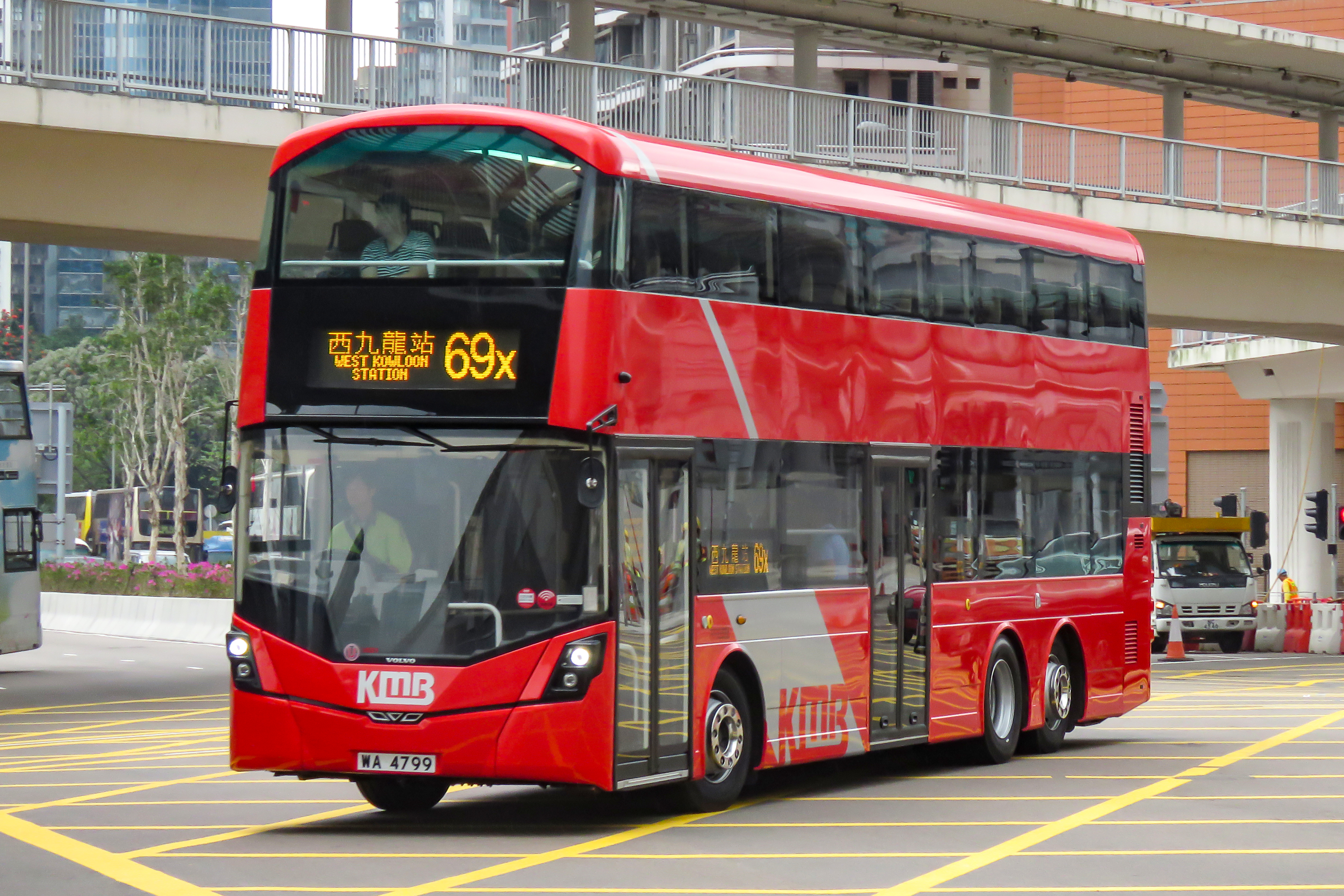
Wright Eclipse Gemini 3 на шасси Volvo B8L
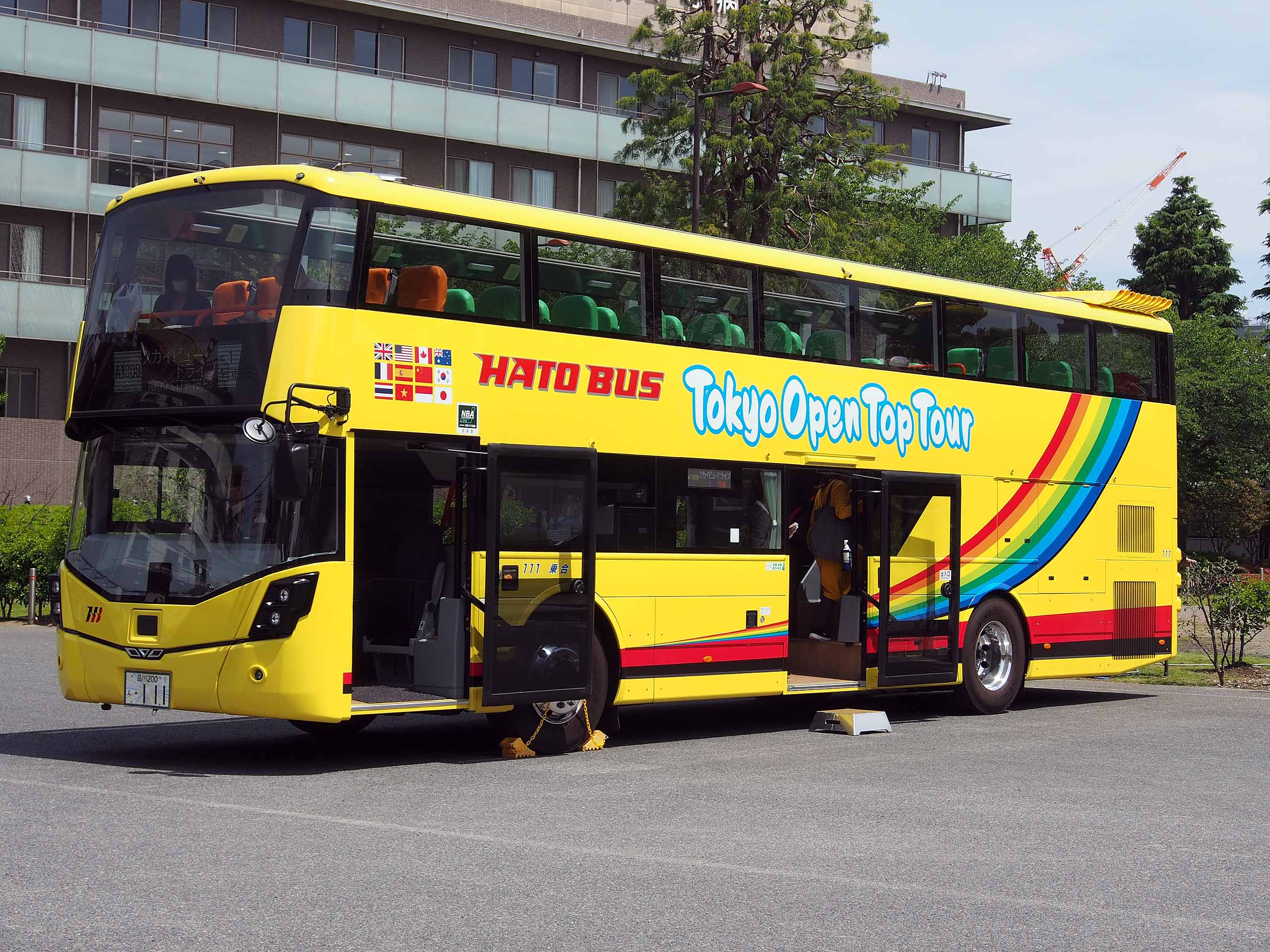
Wright Eclipse Gemini 3 в Токио